# Emirat d'Armènia
L'Emirat d'Armènia, també conegut com a Virregnat d'Arminiya (armeni: Հայաստանի Էմիրություն) o Principat d'Armènia, fou un règim aristocràtic de l'alta edat mitjana a Armènia que va florir en el període d'interregne entre els segles VII i IX, després del marzapanat, quan al capdavant del govern se succeïren diversos prínceps. L'any 637, Armènia emergí com a principat independent de l'Imperi Àrab sota el govern del califa Úmar, amb la unificació de les terres armènies prèviament dominades per l'Imperi Romà d'Orient. El principat va ser governat pel príncep d'Armènia, reconegut pel califa i per l'emperador romà d'Orient.

## Història
El primer atac àrab va arribar a Armènia el 640 dirigit pel governador d'Homs, Kinnasrin i Al-Jazira, Iyad ibn Ghanm. Dvin (Dabil o Dvin) es va rendir i va ser saquejada per aquest atac. Gairebé cada any van seguir atacs destacant els de 641, 642 i 643, el de 645, el de 650 i el de 653. Els armenis foren sotmesos pels invasors i signaren un tractat el 653 o 654. Segons aquest, Armènia seria reconegut com un estat autònom mitjançant el pagament d'un tribut anual i la contribució de 15.000 homes a l'exèrcit àrab. La política àrab d'exigir un impost pagat en efectiu va tenir un efecte negatiu en l'economia i la societat armènia. Les monedes es van esgotar a Dvin i els armenis es van veure obligats a produir un excedent d'aliments i "productes manufacturats" per vendre. D'aquesta manera es va desenvolupar una forta vida urbana al Caucas i l'economia aleshores es va revifar.
Els àrabs, a efectes administratius, van aplegar el sud dels Caucas en un virregnat anomenat al-Arminiya. El virregnat estava governat per un ostikan, al qual de vegades s'hi refereixen com a emir, que ve del virregnat - emirat. Es va establir en temps del califa Abd-al-Màlik ibn Marwan de la dinastia omeia (regnat 685 - 705). L'Emirat d'Armènia (al-Arminiya) es va dividir en quatre regions: Arminiya I (Albània del Caucas) Arminiya II (Regne d'Ibèria) Arminiya III (al voltant del riu Araxes), Arminiya IV (Taron). Aquest virregnat també contenia dos grans llacs: el llac d'aigua salada conegut com a llac Van al sud-oest i el llac Guktxah d'aigua dolça al nord-oest.
El més prominent califa de la dinastia abbàssida fou Harun ar-Raixid, que va arribar al poder el 14 de setembre del 786. Mentre que ell era conegut com un governant benèvol, el seu emir d'Armènia no tenia el mateix reconeixement. Esquivant les ordres de Bagdad, els governadors àrabs d'Armènia continuaren saquejant esglésies i oprimint al poble amb pesats impostos i un tracte cruel.
Durant algun temps, l'Emirat d'Armènia incloïa al-Jazira al nord-oest de Mesopotàmia, Azerbaidjan (clàssica meda Atropatene) i amb menys freqüència, Mazanderan (sud-est de Gilan), i també Fars (Pèrsia central). El centre del virregnat era la gran ciutat armènia de Dvin.
L'Emirat d'Armènia va acabar en 884. Asoci el Gran de la Dinastia dels Bagratuní comandà una reeixida campanya que va recuperar el control d'una àmplia zona d'Armènia i es va declarar "rei dels armenis". Va rebre el reconeixement del califa Al-Mutàmid de la dinastia abbàssida de 885 i de l'emperador romà d'Orient Basili I de la dinastia macedònia el 886. Armènia es convertí després en una regió independent.

## Governadors àrabs

### Caps militars
Són assenyalats com a caps militars o governadors militar de zona fronterera, sota el regnat dels califes Úmar ibn al-Khattab (califa des de 634, efectiu a la zona des de 640 a 644), Uthman (644–656) i Alí (656–661), així com amb els primers omeies Muàwiya ibn Abi-Sufyan (661–680), Yazid I ibn Muàwiya (680–683), Muàwiya II ibn Yazid (683–684), Marwan I ibn al-Hàkam (684–685) i Abd-al-Màlik ibn Marwan (685–705):
- Iyad ibn Ghanm (640-641)
- Hudhayfa ibn al-Yaman (642)
- Al-Mughira ibn Xuba (642)
- Al-Qàssim ibn Rabia ibn Umayya ath-Thaqafí (643)
- Habib ibn Màslama al-Fihrí (645-646, 653-657)
- Al-Àixath ibn Qays al-Kindí (657)
- Al-Muhàl·lab ibn Abi-Sufra (686-687)

### Emirs o virreis (ostikans)[1]
Amb la submissió d'Armènia al omeia Muhàmmad ibn Marwan després del 695, la província fou formalment incorporada al Califat, i a Dvin s'hi instal·là un governador àrab (ostikan) amb autoritat també sobre Kartli o Ibèria (Geòrgia) i sobre Aghuània o Albània del Caucas (i a vegades sobre l'Azerbaidjan). La llista que segueix és aproximada doncs moltes dades dels governadors s'han de basar en sincronies amb altres fets, no sempre ben datats o no especificats pels historiadors armenis i àrabs; alguns governadors podrien haver governat més vegades de les que consten, sobretot com interins; altres governadors ho foren de facto però no de iure o potser no van ser titulars sinó suplents, i alguns dels governadors suplents sens dubto no han deixat cap record per la història:
- Muhàmmad Ibn Marwan (vers 693–705), representat pels següents lloc-tinents:
  - Uthman ibn al-Walid ibn Uqba ibn Abi-Muayt
  - Abd-Al·lah ibn Hàtim al-Bahilí
- Abd-al-Aziz ibn Hàtim al-Bahilí (706-709)
- Màslama ibn Abd-al-Màlik ibn Marwan (709–721) 
  - Adí ibn Adí al-Kindí (716-717)
  - Úmar ibn Abd-al-Aziz (717-720)
  - Úmar ibn Hubayra (720-72)1
- Walid ibn Yazid (721)
- Hàrith ibn Amru at-Taí (721–725)
  - Malak al-Safar al-Bihirani (723-725)
- Màslama ibn Abd-al-Màlik ibn Marwan (725–729)
- Abu-Uqba al-Jarrah ibn Abd-Al·lah al-Hakamí (729–730)
- Màslama ibn Abd-al-Màlik ibn Marwan (730–732)
- Saïd ibn Amr al-Haraixí (732-733)
- Marwan ibn Muhàmmad (733–744) (després califa Marwan II)
- Assim ibn Abd-Al·lah al-Hilalí (744)
- Ishaq ibn Múslim (744–750)
- Mussàfir ibn Qusayr (745-750), rebel
- Abu-Jàfar al-Mansur (750–753) (després califa al-Mansur)
  - Muhàmmad ibn Sul (750)
  - Abd-Al·lah ibn Muhàmmad (750-751)
  - Sàlih ibn Subai al-Kindí (753)
- Yazid ibn Ussayd as-Sulamí (753–755)
- Sulayman (755–759)
- Yazid ibn Ussayd as-Sulamí (759–767/770)
- Sàlih ibn Subai al-Kindí (c. 767-769)
- Bakkar ibn Múslim al-Uqaylí (c. 769–770)
- Sulayman (c. 770)
- Hàsan ibn Qàhtaba at-Taí (770/771–773/774)
- Yahya ibn Khàlid (774-775) (de l'Azerbaidjan almenys)
- Yazid ibn Ussayd as-Sulamí (774/775–778/780)
- Uthman ibn Umara ibn Khuraym (778/779-780)
- Yahya ibn Khàlid al-Barmakí 780-783
- Nussayr (783)
- Uthman ibn Umara ibn Khuraym (783-785)
- Rawh ibn Hàtim al-Muhal·labí (785)
- Khuzayma ibn Khàzim at-Tamimí (785–786)
- Yússuf ibn Raixid as-Sulamí (786–787)
- Yazid ibn Màzyad aix-Xaybaní (787–788) (després a Arran 787-791 i a Xirvan 799-801)
- Abd-al-Qadir al-Addaui o Abd-al-Qadir ibn Abd-al-Hamid) (788, 3 mesos)
- Ubayd-Al·lah ibn Mahdí (governant nominal 788) (germà d'Harun al-Raixid, gov. d'Armènia (amb Geòrgia i Aghuània) i l'Azerbaidjan .
- Sulayman ibn Yazid (788–791 a Partav)
  - Ibn Doku o Dukla (a Dvin) (788-790)
  - Nasr ibn al-Jahf (790-791)
  - Abd-al-Kabir ibn Abd-al-Hamid al-Adawí (791)
- Al-Fadl ibn Yahya ibn Khalid (c. 791-793 
  - Úmar ibn Ayyub al-Kinaní 792
  - Abu-Sabbah i Said ibn Muhàmmad al-Harraní al-Lakbí 792-793 (a Partav)
- Khàlid ibn Yazid ibn Ussayd as-Sulamí (793-794)
- Abbaàs ibn Jarir ibn Yazid ibn Abd-Al·lah al-Bajalí (794-795)
- Yazid ibn Màzyad aix-Xaybaní (795-796/797)
- Yahya al-Haraixí (795-796)
- Àhmad ibn Yazid ibn Ussayd as-Sulamí, governador de Mossul i d'Armènia (796-797)
- Said ibn Salm ibn al-Qutayba al-Bahilí (797-799) (+832)
- Nasr ibn Habib al-Muhal·labí (799)
- Alí ibn Issa ibn Màhan (799) revoltat a Xirvan
- Yazid ibn Màzyad aix-Xaybani (799–800)
- Àssad ibn Yazid ibn Màzyad 800-801
- Mussa ibn Issa al-Haiximí (801)
- Khuzayma ibn Khàzim at-Tamimí (801-802)
- Yahya al-Haraixí [802-803)
  - Al-Qàssim (803)
- Àhmad ibn Yazid ibn Ussayd as-Sulamí (803-?) (a Partav)
  - Bixr ibn Khuzayma (803)
- Khuzayma ibn Khàzim at-Tamimí (804-807) (a Partav)
  - Ismaïl ibn Ibrahim (806)
  - Naim ibn Baixar (806)
- Àssad ibn Yazid ibn Màzyad (807)
- Sulayman ibn Yazid (807-808)
  - Ayyub ibn Sulayman (807 o 808)
- al-Abbàs ibn Zufar al-Hilalí (808)
- Yahya ibn Zufar 808-809
- Abd-Al·lah ibn Muhàmmad (809)
- Ubayd (809)
- Muhàmmad ibn Zuhayr ibn al-Musayev al-Dabbí 809-810
- Masrur (810)
- Àssad ibn Yazid ibn Màzyad 810-812
- Abd-al-Màlik ibn Djahap (812-813) (ocupació militar, després nomenat ostikan)
- Ishaq ibn Sulayman al-Haiximí (813) governador per Amin
  - Fadl ibn Ishaq ibn Sulayman (813)
- Tahir ibn Muhàmmad al-Savaní (governador per al-Mamun) 813-815 (a Partav)
- Sulayman Ibn Ahmad ibn Sulayman al-Haiximí (815-815/816)
- Abu Abdallah (816)
- Sulayman Ibn Ahmad ibn Sulayman al-Haiximí (816-816/817)
- Hatim ibn Harthama ibn Ayan (816/817-819)
- Yahya ibn Muad (819-820)
- Ahmad ibn Yahya (820)
- Isa ben Muhàmmad ibn Abu Khalid al-Mamuní (820-823) (també de l'Azerbaidjan)
- Muhammed ibn Abdallah al-Kalbi (823)
- Sevada al-Djahapi (823-824)
- Zuraik Ibn Ali ibn Sadaka al-Azdí (824-825)
- Abul Ala ibn Asad (825)
- Abd-Al·lah ibn Àhmad as-Sulamí (825-826)
- Muhàmmad ibn Humayd al-Tuixí (826/827-829) (+829)
- Abdallah ibn Tahir (829)
- Abd-Allah ibn Àhmad as-Sulamí (829)
  - Muhàmmad ibn Hattab, rebel a Geòrgia (829-830)
- Khàlid ibn Yazid ibn Màzyad, pels armenis Hawl o Houl, (829–832)
- Abdallah ibn Musayd al-Asadí (832-833)
- Ali ibn Abdallah (833)
- Hasan ibn Ali al Bagdisí al-Mamuní 833-834
- Afxin Kaydar ibn Kawus (834-835)
- Bishr ibn Urwa (835)
- Muhàmmad ibn Sulayman al-Azdí al-Samarkandí (835-839)
- Muhàmmad ben Khalid Bukhara-Khoda (839-840)
- Ali ibn al-Husayn ubn Siba al-Qaysí (840-841)
- Khalid ben Yazid ben Maziyad (841)
- Ali ibn al-Husayn ibn Siba al-Qaysí (841-842)
- Hamdun ibn Ali ibn al-Fadl (842)
- Khàlid ibn Yazid ibn Maziyad (armeni Khazr Paigos) (842–844)
- Muhàmmad ibn Khàlid aix-Xaybaní (844–849)
  - Musaa ibn Zurara (lloctinent per Armènia oocidental) 848-849 i Ala Dzovaphi (lloctinent per Armènia oriental) 848-849
- Abu Said Muhammad ben Marwazi (Abu Said Muhàmmad ibn Iússuf al-Marwazí) (849–851)
- Iússuf ben Abu Said ben Marwazi (Iússuf ben Abu Said Muhàmmad ibn Iússuf al-Marwazí) (851–852) (+852)
- Bogha al-Kabir (852-855)
  - Zirak (855-856)
- Muhàmmad ibn Khàlid (856–862)
- Al·lah ibn Ahmad (862)
- Ali ibn Yahya al-Armaní (862–863) (+863)
- Al-Abbàs ibn al-Mustaín (863-865)
- Al-Ala ibn Ahmad al-Azdi (865-867)
- Abd-Al·lah ibn al-Mutazz (867-869)
- Issa ibn Xaykh ibn Khàlid (869-875)
- Jafar al-Muwaffad (875-878) (Príncep abbàssida)
  - Musa ibn Bogha (875-878)
- Muhàmmad ibn Khàlid (878-879)
- Muhàmmad ibn Ishaq ibn Khundajik (879-884)
- Àhmad ibn Issa ibn Xaykh (884-885/886)
- Coronació del príncep Asoci el Gran com a rei d'Armènia (885/886)

## Prínceps armenis d'Armènia
| - Mjej II Gnuní (Մժեժ Բ Գնունի) (628-635) - David Saharuní (Դավիթ Սահառունի) (635-638) - Teodor Reixtuní (Թէոդորոս Ռշտունի) (638-645) - Varastirots Bagratuní (Վարազ Տիրոց Բ Բագրատունի) (645) - Teodor Reixtuní (Թէոդորոս Ռշտունի) (645-653, 654-655) - Hamazaspes Mamiconi (Համազասպ Բ Մամիկոնեան) (655-658) - Gregori I Mamiconi (Գրիգոր Ա Մամիկոնեան) (662-684/685) - Asoci I Bagratuní (Աշոտ Բ Բագրատունի) (686-690) - Narses Camsaracà (Ներսէս Կամսարական) (689-691) | - Simbaci II Bagratuní (Սմբատ Զ Բագրատունի) (691-711) - Asoci III el Cec (Աշոտ Գ Բագրատունի) (732-748) - Gregori II Mamiconi (Գրիգոր Բ Մամիկոնեան) (748-750) - Isaac III Bagratuní (Սահակ Է Բագրատունի) (755-761) - Simbaci VII Bagratuní (Սմբատ Է Բագրատունի) (761-772) - Tazates (Տաճատ Անձեւացի) (780-782/785) - Asoci IV Bagratuní (Աշոտ Դ Բագրատունի) (806-826) - Simbaci VIII Bagratuní (Սմբատ Ը Բագրատունի) (826-855) - Asoci el Gran (Աշոտ Ա Հայոց Արքա, Աշոտ Ե իշխան Հայոց) (862-885, coronació com a rei d'Armènia 885/886) |